# 2004 في لبنان
فيما يلي قوائم الأحداث التي وقعت خلال عام 2004 في لبنان.

## سياسة

### تعيين في المنصب
- 26 أكتوبر – عمر كرامي رئيس وزراء لبنان.

### انتهاء فترة المنصب
- 21 أكتوبر – رفيق الحريري رئيس وزراء لبنان.

## موسيقى

### ألبومات
من الألبومات التي صدرت هذه السنة في لبنان:
- 1 يناير – أنا حرة من غناء كارول سماحة.

## وفيات

### مارس
- 11 مارس – زكي ناصيف (مواليد 1918) موسيقي لبناني.

### أبريل
- 8 أبريل – شفيق عبود (مواليد 1926)

### سبتمبر
- 15 سبتمبر – إبراهيم مرعشلي (مواليد 1937) ممثل لبناني.

### ديسمبر
- 17 ديسمبر – صفية الشامية (مواليد 1932) ممثلة تونسية.